# シレラ・ブラジル・リアルティ
シレラ・ブラジル・リアルティ（Cyrela Brazil Realty）は、ブラジル最大の不動産開発業者である。本社をブラジル･サンパウロ市に置く。住居用･商業用不動産を手がけている。
サンパウロ証券取引所に上場し、ボベスパ指数を構成する銘柄の1つである。